# 出澤杏佳
出澤 杏佳（いでさわ きょうか、2002年6月28日 - ）は、茨城県水戸市出身の日本の卓球選手。レゾナック所属。ITTF世界ランキング最高位は100位。

## 経歴
父と兄の影響で小学1年生からスポーツ少年団で卓球を始める。卓球を始めた当初はシェーク裏裏だったが、小学1年の冬に「日立大沼卓球クラブ」に加入し、小貫美穂子コーチの勧めで現在のフォア表ソフト、バック粒高ラバーのスタイルへ転向する。
表粒のスタイルに転向してから3か月ほどで全日本選手権バンビの部茨城県予選で優勝を果たすと、小学4年時には全日本選手権カブの部で準優勝に輝く。
小学校卒業後は親元を離れ、四天王寺中学に進学し、全日本カデットで3位になるが、中学2年時に地元茨城の泉丘中に転校、大成女子高の時に全日本ジュニアで優勝する。
- 日立大沼卓球(茨城県ひたちなか市立津田小学校)
- 大阪府 四天王寺中学校
- 茨城県日立市立泉丘中学校
- 茨城県 大成女子高等学校

Tリーグは2020-21シーズンまでトップおとめピンポンズ名古屋、2021-22シーズンから九州アスティーダ所属。
2021年、大成女子高等学校から専修大学に進学した。
2025年、レゾナックに入社。

## プレースタイル
右シェーク異質攻撃型。
フォア表ソフト、バック粒高の異質攻撃型で変化ショートで相手を揺さぶってチャンスを作ることが得意。

## 戦績
2012年
- 全日本選手権カブの部 女子シングルス 準優勝

2014年
- 東アジアホープス卓球選手権 女子シングルス 3位

2015年
- ジュニアオリンピックカップ 全日本選手権カデット 13歳以下女子シングルス 3位、女子ダブルス 3位

2019年
- 平成30年度全日本卓球選手権大会 ジュニア女子シングルス 優勝
- 平成30年度全日本卓球選手権大会 女子シングルス ベスト16
- ITTFチャレンジ・クロアチアオープン（U21）（女子シングルス） 3位
- 第74回国民体育大会いきいき茨城ゆめ国体 少年女子の部 準優勝（茨城県代表として出場）
- アジアジュニア選手権 女子シングルス 準優勝、女子ダブルス 3位
- 世界ジュニア卓球選手権 女子団体 銀メダル

2020年
- 2020年全日本卓球選手権大会 女子シングルス ベスト16

2021年
- 第87回全日本大学総合卓球選手権大会 女子ダブルス 準優勝（木村香純ペア）

2022年
- 第88回全日本大学総合卓球選手権大会 女子シングルス 準優勝

2023年
- 第31回FISUワールドユニバーシティゲームズ （中国 成都）女子団体 銀メダル、女子シングルス 銀メダル、ミックスダブルス 銅メダル（宮川昌大ペア）
- 第89回全日本大学総合卓球選手権大会 女子シングルス 優勝
- 第19回全日本学生選抜卓球選手権大会 女子シングルス 優勝

2024年
- 第93回全日本大学総合卓球選手権大会 (団体の部) 準優勝
- 第78回国民スポーツ大会SAGA2024  成年女子の部 優勝（茨城県代表として出場）
- 第90回全日本大学総合卓球選手権大会 女子シングルス 優勝（２連覇）、女子ダブルス 3位（首藤成美ペア）
- WTTフィーダー デュッセルドルフII（ドイツ）女子シングルス 3位、女子ダブルス 3位（竹谷美涼ペア）
- WTTフィーダー ビラ・ノバ・デ・ガイア（ポルトガル）女子シングルス 優勝

2025年
- WTTフィーダー カッパドキア（トルコ）女子ダブルス 3位（小塩悠菜ペア）
- 日本卓球リーグ選手権・ビッグトーナメント山梨大会 シングルス 優勝、ダブルス 優勝（出雲美空ペア）
- 第32回FISUワールドユニバーシティゲームズ（ドイツ ライン・ルール） 女子団体 金メダル、ミックスダブルス 金メダル（岡野俊介ペア）

## 世界ランキング
|        | 1月 | 2月 | 3月 | 4月 | 5月 | 6月 | 7月 | 8月 | 9月 | 10月 | 11月 | 12月 |
| ------ | --- | --- | --- | --- | --- | --- | --- | --- | --- | ---- | ---- | ---- |
| 2019年 |     |     |     |     |     | 705 | 445 | 444 | 432 | 452  | 454  | 299  |
| 2020年 | 298 | 294 | 302 | 302 |     |     |     |     |     |      | 302  | 302  |
| 2021年 | 302 | 302 | 302 | 302 | 302 | 304 | 303 | 304 | 305 | 305  | 306  | 307  |
| 2022年 | 307 | 318 | 317 | 318 |     |     |     |     |     |      |      |      |
| 2023年 |     |     |     |     |     |     |     |     |     |      |      |      |
| 2024年 |     |     |     |     |     |     |     |     |     |      | 243  | 125  |
| 2025年 | 125 | 123 | 118 | 120 | 118 | 109 | 110 |     |     |      |      |      |

## テレビ番組
- ミライ☆モンスター（2021年7月18日、フジテレビ）[2]